# Ardeşen
Ardeşen (lasisch Art'aşeni) ist eine türkische Küstenstadt am Schwarzen Meer und Hauptort des gleichnamigen Landkreises (İlçe) in der Provinz Rize. Die Bevölkerung besteht aus vielen ethnischen Minderheiten, wie z. B. den Lasen, Pontosgriechen und Hemşinli.
Der Landkreis grenzt im Nordosten an den Kreis Fındıklı, im Südwesten an den Kreis Çamlıhemşin und im Westen an den Kreis Pazar. Im Südosten grenzt die Provinz Artvin, im Norden bildet das Schwarze Meer die natürlich Grenze. Der drittbevölkerungsreichste Kreis hat eine größere Bevölkerungsdichte als der Provinzdurchschnitt (112,8 – 89,8 Einw. je km²). Der städtische Bevölkerungsanteil liegt ebenfalls über dem Provinzwert (72,12 – 71,43 %). 
Der Kreis wurde am 1. März 1953 gebildet und besteht neben der Kreisstadt aus einer weiteren Gemeinde (Belediye): Tunca (3.773 Einw.) sowie 40 Dörfern (Köy) mit durchschnittlich 201 Bewohnern. Die Palette der Einwohnerzahlen reicht von 536 (Armağan) hinab bis auf 10 (Arıcılar, zugleich das kleinste Dorf der Provinz). Das Dorf Işıklı (2017: 1.018 Einw.) wurde 2018 in zwei Mahalle (I. und Konaktepe) aufgeteilt und der Stadt Ardeşen eingegliedert.
Der aus dem südlich gelegenen Ostpontischen Gebirge heranströmende Fluss Fırtına Deresi mündet am westlichen Stadtrand von Ardeşen ins Schwarze Meer.

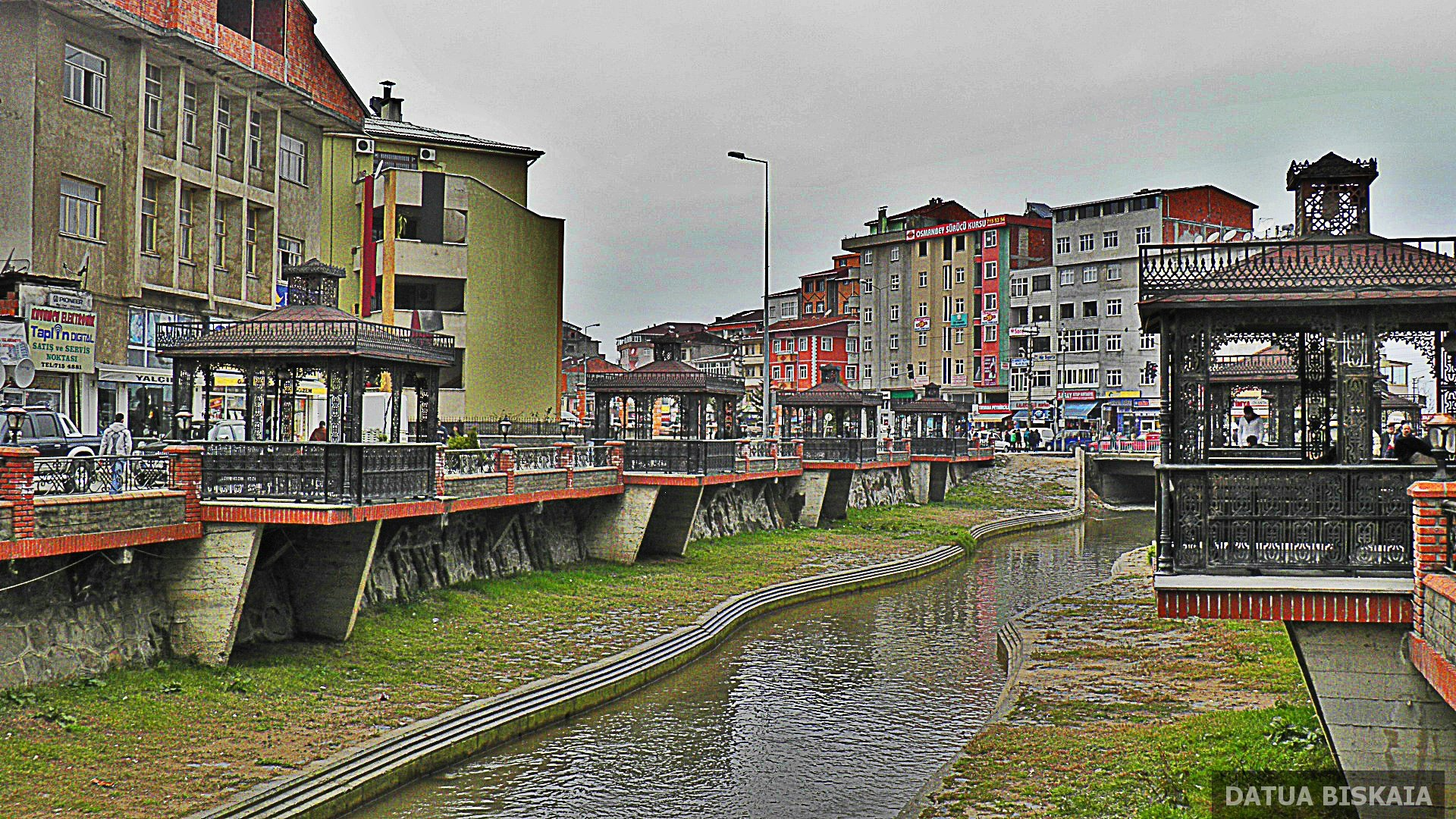
Stadtzentrum von Ardeşen (2014)